# 卡氏盜目魚
卡氏盜目魚（学名：Lestidiops cadenati）為輻鰭魚綱仙女魚目帆蜥魚亞目魣蜥魚科的一種，分布於東大西洋塞內加爾海域，屬深海魚類，體長可達8.3公分，棲息在中層水域，生活習性不明。